# Bacchis geniculata
Bacchis geniculata är en tvåvingeart som först beskrevs av Robineau-desvoidy 1830.  Bacchis geniculata ingår i släktet Bacchis och familjen hoppflugor.
Artens utbredningsområde är Frankrike. Inga underarter finns listade i Catalogue of Life.